# دروگون چوگیال فاگپا
دروگون چوگیال فاگپا (انگلیسی: Drogön Chögyal Phagpa; ۱ ژانویهٔ ۱۲۳۵ – ۱ ژانویهٔ ۱۲۸۰) سیاستمدار، نویسنده غیر داستانی، و مترجم بود.